# D-Link
D-Link Systems, Inc. è un'azienda di elettronica taiwanese, fondata nel 1986 a Taipei come Datex Systems Inc. Ha iniziato la propria attività come fornitore di adattatori di rete, evolvendo in un'azienda di progettazione, sviluppo e produzione di soluzioni di rete orientate sia al mercato dei consumatori sia a quello aziendale.
Nel 2007 si è posizionata come azienda leader del settore mondiale delle piccole e medie aziende (SMB), ottenendo il 21.9% delle quote di mercato e nel marzo 2008 ha conquistato la leadership nella distribuzione di prodotti Wi-Fi su scala mondiale, detenendo il 33% del mercato totale. Nel 2007 è stata inclusa in ‘Info Tech 100’, un elenco che include le migliori aziende IT del mondo. È stata inoltre quotata dal BusinessWeek tra le prime 9 aziende IT su scala mondiale per i ritorni che garantisce agli investitori.
L'azienda dispone di 127 uffici di vendita distribuiti in 64 paesi e di 10 centri di distribuzione globale che si rivolgono a 100 paesi in tutto il mondo. D-Link utilizza un modello di canale indiretto, vendendo i propri prodotti mediante distributori, rivenditori, dettaglianti, VAR e fornitori di servizi di telecomunicazione.

## Storia
D-Link Corporation ha cambiato il proprio nome da Datex Systems Inc. nel 1994 quando è stata quotata in borsa ed è diventata la prima azienda nel settore delle soluzioni di rete nella borsa di Taiwan. Attualmente è quotata nelle borse TSEC e NSE.
L'azienda è stata fondata da sette persone tra cui Ken Kao, ultimo Chairman D-Link. Tony Tsao è stato nominato CEO e Presidente il 21 giugno 2008.

## Gamma di prodotti
I prodotti D-Link sono destinati ai mercati delle soluzioni di rete e di comunicazione. I prodotti aziendali includono soluzioni di switching, sicurezza e business wireless, mentre quelli per i consumatori comprendono soluzioni wireless, a banda larga e per la Digital Home (tra cui media player, supporti di memorizzazione e dispositivi di sorveglianza).
D-Link è stata la prima azienda nel settore delle reti a lanciare prodotti Green Ethernet, utilizzando tecnologie orientate al risparmio energetico e applicandole in una prima fase agli smart switch e, successivamente, anche ai router wireless.